# Prychia gracilis
Prychia gracilis là một loài nhện trong họ Sparassidae.
Loài này thuộc chi Prychia. Prychia gracilis được Ludwig Carl Christian Koch miêu tả năm 1875.